# Kalvsjön (Järvsö socken, Hälsingland)
Kalvsjön är en sjö i Ljusdals kommun i Hälsingland och ingår i Ljusnans huvudavrinningsområde. Sjön är 22,8 meter djup, har en yta på 3,64 kvadratkilometer och är belägen 113 meter över havet.

## Delavrinningsområde
Kalvsjön ingår i det delavrinningsområde (684108-152982) som SMHI kallar för Utloppet av Kalvsjön. Medelhöjden är 173 meter över havet och ytan är 18,85 kvadratkilometer. Räknas de 8 avrinningsområdena uppströms in blir den ackumulerade arean 78,69 kvadratkilometer. Vattendraget som avvattnar avrinningsområdet har biflödesordning 2, vilket innebär att vattnet flödar genom totalt 2 vattendrag innan det når havet efter 88 kilometer. Avrinningsområdet består mestadels av skog (57 procent) och jordbruk (12 procent). Avrinningsområdet har 3,62 kvadratkilometer vattenytor vilket ger det en sjöprocent på 19,2 procent.